# 強尼·邦藍
強納森·馬克·“強尼”·邦藍（英語：Jonathan Mark "Jonny" Buckland，1977年9月11日—），普遍被稱作強尼·邦藍（英語：Jonny Buckland），英國吉他手與音樂家，以身為酷玩樂團的主奏吉他手著稱。

## 外部連結
- 酷玩樂團官方網站 （页面存档备份，存于）